# الزلزال (فلم)
الزلزال (بالإنجليزية: Earthquake) هو فيلم حركة تم إنتاجه في الولايات المتحدة وصدر في سنة 1974. الفيلم من كتابة ماريو بوزو.

## طاقم التمثيل
- شارلتون هيستون
- آفا غاردنر

## الميزانية والإيرادات
بلغت تكلفة إنتاج الفيلم حوالي 7 ملايين دولار بينما حقق أرباحا تقدر بـ 79,666,653 دولار.

### ترشيحات وجوائز
| السنة | الحدث          | الفئة          | النتيجة |
| ----- | -------------- | -------------- | ------- |
|       | جائزة الأوسكار | أفضل خلط أصوات | فوز     |

## وصلات خارجية
- مقالات تستعمل روابط فنية بلا صلة مع ويكي بيانات